# Pougnadoresse
Pougnadoresse är en kommun i departementet Gard i regionen Occitanien i södra Frankrike. Kommunen ligger i kantonen Lussan som tillhör arrondissementet Nîmes. År 2022 hade Pougnadoresse 263 invånare.

## Befolkningsutveckling
Antalet invånare i kommunen Pougnadoresse
Referens:INSEE